# Kamyzjakskij rajon
Il Kamyzjakskij rajon (in russo Камызякский район?) è un rajon dell'Oblast' di Astrachan', nella Russia europea; il capoluogo è Kamyzjak. Istituito nel 1925, ricopre una superficie di 3.493 chilometri quadrati ed ospita una popolazione di circa 50.000 abitanti.